# (1123) Shapleya
(1123) Shapleya est un astéroïde de la ceinture principale, découvert le 21 septembre 1928 par l'astronome soviétique/russe Grigori Néouïmine depuis l'observatoire de Simeïz.
Sa désignation provisoire était 1928 ST.
Il est nommé en l'honneur de l'astrophysicien américain Harlow Shapley.